# Pat Fry
Pat Fry (Shepperton, 17 marzo 1964) è un ingegnere britannico.

## Biografia
Ha lavorato per la Benetton Formula (1987-1993, occupandosi di sospensioni) ed alla McLaren (1993-2010, ingegnere capo ed ingegnere di corsa di Mika Häkkinen e David Coulthard). Dal 1º luglio 2010 è passato in Ferrari nel ruolo di vicedirettore tecnico (assistente di Aldo Costa) e dal 4 gennaio 2011 ha assunto l'incarico di responsabile dell'ingegneria di pista subentrando a Chris Dyer. Il 24 maggio 2011 è divenuto responsabile del settore Autotelaio della Scuderia Ferrari. Nel 2012 ha avviato una profonda ristrutturazione tecnica richiamando a Maranello gran parte del personale di spicco della McLaren. Con l'arrivo di James Allison come Direttore Tecnico, il ruolo di Fry è passato a Direttore dell'Ingegneria. A fine 2014 con l'arrivo di Sergio Marchionne alla presidenza della Ferrari è costretto a lasciare la Scuderia insieme al capo progettista Nicholas Tombazis.
Dal gennaio 2016 è diventato il responsabile del settore ingegneria della Manor insieme a Nick Tombazis.
Il 4 settembre 2018, la McLaren ha annunciato il ritorno di Fry come direttore degli ingegneri, guidando la squadra nel processo di sviluppo della monoposto del 2019.
Nel novembre 2019 la Renault F1 ufficializza l'ingaggio di Fry, valevole dal 2020.
Dopo la trasformazione del team Renault in Alpine F1 Team nel 2021, Fry ha continuato a ricoprire lo stesso ruolo. Tuttavia, all'inizio di febbraio 2022, a seguito di una riorganizzazione dell'organico tecnico di Alpine, è stato promosso al ruolo di direttore tecnico, lasciando il suo precedente incarico che è stato assunto da Matt Harman.